# Gorges du Tarn Causses
Gorges du Tarn Causses is een gemeente in het Franse departement Lozère (regio Occitanie). De plaats maakt deel uit van het arrondissement Florac. Gorges du Tarn Causses is op 1 januari 2017 ontstaan door de fusie van de gemeenten Montbrun, Quézac en Sainte-Enimie. De gemeente telde 901 inwoners op 1 januari 2022.

## Geografie
De oppervlakte van Gorges du Tarn Causses bedroeg op 1 januari 2022 144,22 vierkante kilometer; de bevolkingsdichtheid was toen 6,2 inwoners per km².

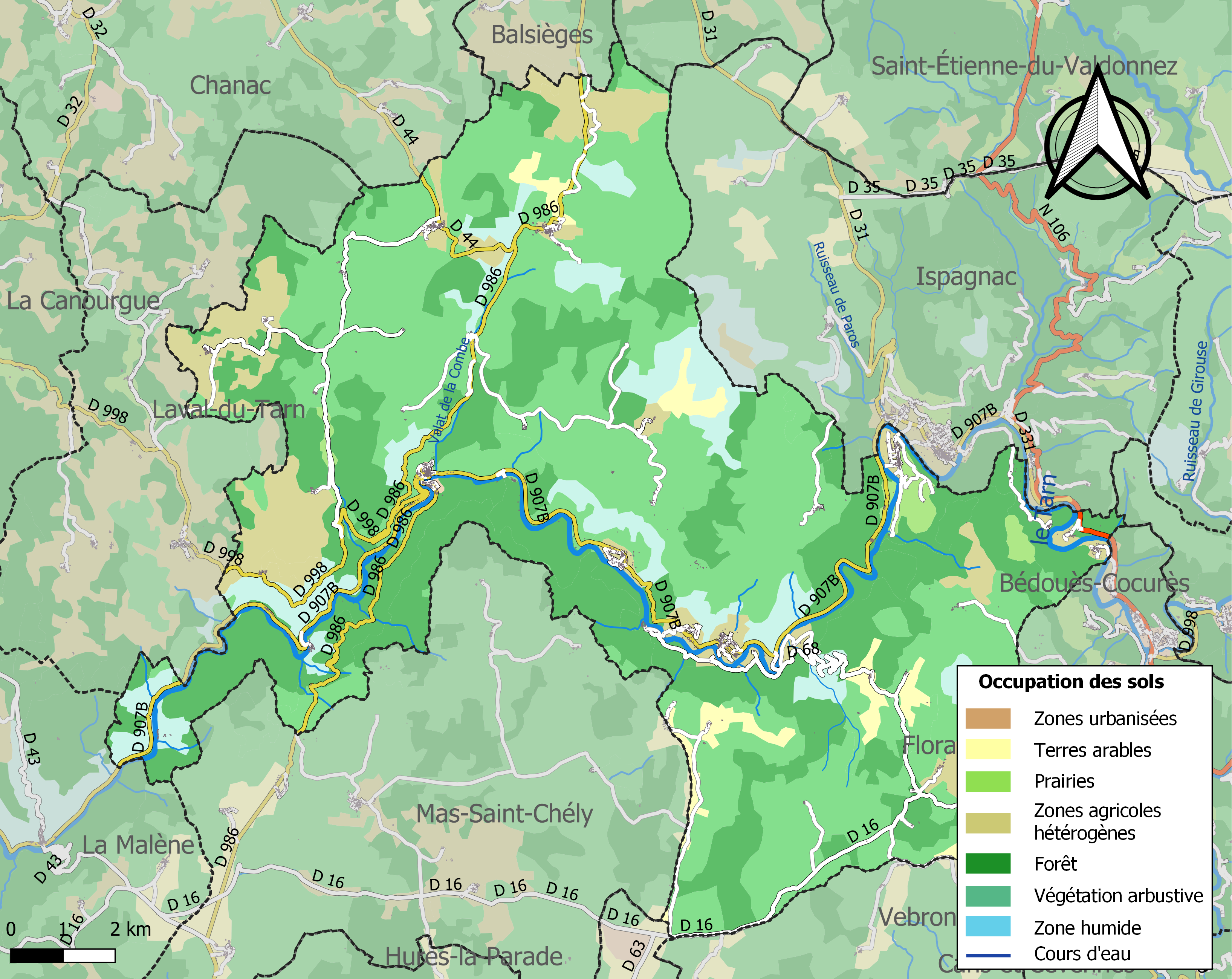
Kaart van de gemeente met de belangrijkste infrastructuur, bodemgebruik en omliggende gemeenten